# アルフレート・デーブリーン
アルフレート・デーブリーン（ドイツ語: Alfred Döblin、1878年8月10日 - 1957年6月26日）は、ドイツの小説家。「二十世紀のドイツ文学史上、不可欠の偉大な作家」（早崎守俊）。デーブリン、ないしは、デブリンとも表記される。

## 生涯
プロイセンのシュテッティン（現ポーランド領）の仕立屋の家に生まれる。両親はともにポーゼン出身のユダヤ人。10歳のとき父親がアメリカへ出奔したため、残された家族は経済的苦境に陥り、親戚を頼ってベルリンに移った。1900年からベルリンおよびフライブルクの大学で医学を学ぶ。卒業後、レーゲンスブルク近郊の精神病院で助手を経て、1911年より1933年までベルリンの貧民街で精神科医院を営んだ。
早くギムナジウム時代から創作を始めており、1910年にはヘルヴァルト・ヴァルデンらと表現主義の中心的雑誌『嵐』の創刊に携わった。1913年には表現主義の先駆的な短編「たんぽぽ殺し」を発表している。もっともデーブリーンの本領は長編小説にあり、18世紀中国の革命運動を扱った『王倫の三跳躍』（1915年、フォンターネ賞）、30年戦争を扱った『ヴァレンシュタイン』（1920年）、未来小説『山・海・巨人』（1924年）、ベルリンの下層社会を舞台にした都市小説の代表作『ベルリン・アレクサンダー広場』（1929年）、南米の植民地時代を描く三部作『アマゾン川』（1937年-1938年）など、弱者の立場に立ちながら多様な主題を扱った作品を発表した。デーブリーンはジョイスの『ユリシーズ』やドス・パソスから影響を受けており、内的独白やモンタージュ的場面構成など様々な技法を試みている。
1933年にパリに亡命、フランスの共産主義者たちと交流し、この体験をきっかけに四部作『一九一八年十一月』（1948年-1950年）を執筆、こののちカトリックに改宗した。戦後いちはやくに帰国しバーデン＝バーデンのフランス軍政部文芸部長となり1946年には文芸誌『金の門』を出版するなど文化的復興に尽力した。1949年にはマインツに移ってヨハネス・グーテンベルク大学マインツで教鞭をとった。1956年には家族・心理小説『ハムレット―あるいは長き夜はおわりて』を発表しているが、戦後の祖国には彼の活動はあまり受け入れられず失意のうちにこの世を去った。

## 日本語訳
- ルシタニア号（秦豊吉訳、第一書房、1929年、〔近代劇全集 8〕）
- ハムレット―あるいはながき夜は終りて（早崎守俊訳、筑摩書房、1970年）
- ベルリン・アレクサンダー広場（上下巻、早崎守俊訳、河出書房新社、1971年）〔2012年、上下巻合わせての復刻新版〕
- 二人の女と毒殺事件（小島基訳、白水社、1989年）
- 王倫の三跳躍（小島基訳、白水社、1991年）
- ポーランド旅行（岸本雅之訳、鳥影社ロゴス企画、2007年）紀行